# Federação Burquinense de Futebol
A Federação Burquinense de Futebol (em francês: Fédération Burkinabé de Foot-Ball, ou FBF) é o órgão dirigente do futebol no Burquina Fasso. Ela é filiada à FIFA, CAF e à WAFU. Ela é a responsável pela organização dos campeonatos disputados no país, bem como da Seleção Nacional.  Um exemplo é o Campeonato Burquinense de Futebol.